# Baymen
Als Baymen werden die frühesten englischen Siedler im karibischen Golf von Honduras (englisch Bay of Honduras) bezeichnet, aus deren Siedlungen sich die britische Kronkolonie Britisch Honduras (das heutige Belize) entwickelte.

## Geschichte
Der äußerst lukrative transatlantische Gold- und Silberhandel der Spanier in Zentralamerika mit Europa zog auch die Britische Krone, die hauptsächlich im Osten Nordamerikas angesiedelt war, aber auch britische Piraten an. Spanien, das u. a. mit dem Widerstand der Mayas zu kämpfen hatte, konnte nie das gesamte Gebiet der Ostküste Zentralamerikas unter Kontrolle bringen, so dass sich britische Piraten an der Küste entlang der heutigen Staaten von Belize, Honduras und Nicaragua ansiedelten, die durch Mangroven, Inseln und das Belize Barrier Reef geschützt ist. Von dort überfielen sie spanische Schiffe und drangen ins Landesinnere vor, wo sie hauptsächlich tropisches Holz schlugen. Der Abbau von und Handel mit Mahagoni, das entlang der Flüsse Belize und Mopan wächst, wurde zur Haupteinnahmequelle; das wertvolle Hartholz wurde verschifft und diente für Möbel und im Schiffbau. Daneben wurden Blutholzbäume abgeholzt, aus denen ein wertvoller Textilfarbstoff gewonnen werden konnte. Als Arbeitskräfte wurden Sklaven eingeschifft.
Es begann eine Zeit vieler (kleiner) Scharmützel mit den Spaniern, die das Gebiet zurückerobern wollten. Der Status des Gebietes wurde im Frieden von Paris von 1763 geregelt (Großbritannien erklärte sich bereit, seine dortigen Wehrbefestigungen abzureißen, behielt jedoch eine Kolonie zum Holzfällen. Weiter räumte es seinen neuen Untertanen das Recht ein, den Katholizismus zu praktizieren).
Dennoch folgten weitere Auseinandersetzungen: Nach (mindestens) sechs ernsthaften Angriffen auf das Gebiet kam es im Jahr 1798 im Gefecht von St. George’s Caye zu einer mehrtägigen Seeschlacht, die mit dem Sieg der britischen Siedler endete.
Im Rahmen der südamerikanischen Unabhängigkeitskriege erlangte Guatemala 1821 die Unabhängigkeit (zunächst als Teil Mexikos und von 1823 bis 1839 als Teil der Zentralamerikanischen Konföderation). Der Status Belizes blieb weiter ungeklärt. Formell hatte Spanien nie die Oberhoheit Großbritanniens über Belize anerkannt, und auch die aus den spanischen Kolonien neu entstandenen lateinamerikanischen Republiken taten dies nicht. Spätestens ab den 1830er Jahren betrachtete die britische Regierung jedoch das Gebiet zwischen Río Hondo im Norden und Río Sarstún (Sarstoon River) im Süden als britischen Besitz.
Nachdem das Vereinigte Königreich zuvor schon regulierend in die Belange der Pflanzersiedlungen eingegriffen hatte (insbesondere mit der Durchsetzung der Abschaffung der Sklaverei 1833–1838 und der Verfügung einer gewählten Versammlung zur Selbstverwaltung 1854), kam es im April 1859 zum Abschluss einer Konvention zwischen der Regierung Guatemalas und der britischen Regierung über die Grenze Guatemalas zur britischen Plantagenkolonie. Von britischer Seite wurde dies als formelle Anerkennung der britischen Herrschaft über Belize seitens Guatemalas interpretiert. Der Vertrag enthielt jedoch einen Artikel (Nr. 7), in dem der Bau einer Straße zwischen der Hauptstadt Guatemalas und Belize vereinbart wurde. Eine anschließend entsandte britische Kommission stellte fest, dass der Bau einer solchen Straßenverbindung weit kostspieliger sein würde, als zunächst angenommen. Daher kam es 1863 zu einem weiteren Vertragsentwurf, in dem sich Großbritannien zur Zahlung von 50.000 Pfund Sterling verpflichtete, um den Bau der Straße zu ermöglichen. Dieser zweite Vertrag wurde von Guatemala nie ratifiziert und auch spätere britische Angebote (1895: 50.000 £ zum Bau einer Eisenbahn von Belize zur guatemaltekischen Grenze, 1934: Bau einer Straße auf demselben Grund, 1946: Zahlung von 50.000 £ zur Kompensation aller Forderungen Guatemalas) wurden von Guatemala abgelehnt. Darauf gründete sich die spätere legalistische Argumentation Guatemalas, dass der Vertrag von 1859 unwirksam sei, während die britische Seite argumentierte, dass dies nur den Paragraphen 7 aus dem Vertragswerk betreffe. Im Jahr 1862 wurde Belize in einem einseitigen Akt durch die britische Regierung formell zur Kolonie Britisch-Honduras erklärt.
In der Folgezeit wurden Ansprüche auf Britisch-Honduras sowohl von Mexiko als auch von Guatemala erhoben. Mexiko beanspruchte das Territorium von Britisch-Honduras bis zum Sibun River, verzichtete aber in einem Vertrag mit Großbritannien 1893 auf diesen Anspruch. Später erklärte Mexiko, dass es seine Ansprüche wieder aufnehmen werde, sollte Guatemala in seinen Ansprüchen auf belizisches Territorium erfolgreich sein. Am 25. und 26. August 1931 kam es zu einem diplomatischen Notenaustausch zwischen der guatemaltekischen und der britischen Regierung, in der die Grenze zwischen Britisch-Honduras und Guatemala festgelegt wurde.